# Femoracoelotes latus
Femoracoelotes latus är en spindelart som först beskrevs av Wang, Tso och Wu 200.  Femoracoelotes latus ingår i släktet Femoracoelotes och familjen mörkerspindlar.
Artens utbredningsområde är Taiwan. Inga underarter finns listade i Catalogue of Life.